# Fúrinkazan

Fúrinkazan (japonsky: ふうりんかざん, kandži: 風林火山; doslova „Vítr, les, oheň a hora“) byla bojová zástava Šingena Takedy, japonského daimjóa z období Sengoku (16. století). Jednalo se o citaci ze slavného traktátu čínského vojevůdce Sun-c' (544–496 př. n. l.) Umění války: „Rychlý jako vítr, tichý jako les, divoký jako oheň a stálý jako hora.“